# Impasse Sainte-Henriette
Impasse Sainte-Henriette är en återvändsgata i Quartier de Clignancourt i Paris 18:e arrondissement. Impasse Sainte-Henriette, som börjar vid Rue Letort 53, fick sitt nuvarande namn efter ett prefektursbeslut den 11 mars 1953.

## Omgivningar
- Notre-Dame de Clignancourt
- Sainte-Hélène
- Rue Letort
- Rue Esclangon
- Rue Belliard
- Impasse Saint-François

## Bilder
| - Notre-Dame de Clignancourt. - Rue Letort. |

## Kommunikationer
- Tunnelbana – linje  – Porte de Clignancourt
- Busshållplats Porte de Clignancourt – Paris bussnät, linje 56

### Webbkällor
- ”Impasse Sainte-Henriette”. Mairie de Paris. http://www.v2asp.paris.fr/commun/v2asp/v2/nomenclature_voies/Voieactu/9056.nom.htm. Läst 27 februari 2021.
- ”Impasse Sainte-Henriette”. Les rues de Paris. https://www.parisrues.com/rues18/paris-18-impasse-sainte-henriette.html. Läst 27 februari 2021.